# Манхэттен (роман)
«Манхэттен» (англ. Manhattan Transfer) — роман Джона Дос Пассоса, опубликованный в 1925 году. Дос Пассос описывает городскую жизнь в Нью-Йорке от «позолоченного века» до «ревущих двадцатых» через призму ряда пересекающихся личных историй.
Роман считается одной из наиболее важных работ Дос Пассоса. Он атакует потребительство и социальное безразличие современной городской жизни; Манхэттен изображён полным энергии, но тревожным и безжалостным. В книге уже присутствуют экспериментальные приёмы, которые писатель в дальнейшем использует в трилогии «США» и других поздних работах. На технику, используемую в «Манхэттене», Дос Пассоса вдохновили «Улисс» Джеймса Джойса (1922), «Бесплодная земля» Томаса Элиота и кинематографические эксперименты советского режиссёра Сергея Эйзенштейна.
Синклер Льюис описывал «Манхэттен» как «роман величайшей важности… рассвет целой новой школы письма». Дэвид Герберт Лоуренс назвал его «лучшей современной книгой о Нью-Йорке», какую он когда-либо читал. Рекламируя европейское издание романа, Эрнест Хемингуэй написал, что Дос Пассос, единственный из всех американских писателей, «смог показать европейцам ту Америку, которую они на самом деле найдут, когда приедут сюда».